# Lorenzo Bonetti
Lorenzo Bonetti (Bergamo, 21 gennaio 1988) è un ex pallavolista italiano di ruolo schiacciatore.

## Biografia
Figlio dell'ex pallavolista e dirigente sportivo Rosa Gagni, Lorenzo Bonetti ha giocato fino all'età di 17 anni a calcio, militando nelle giovanili dell'Atalanta e dell'AlbinoLeffe. Nell'estate 2012 gli viene diagnosticato un linfoma non Hodgkin: descrive la sua storia nel libro edito nel 2016 Sotto rete, scritto con Paolo Fontanesi.

## Carriera
Inizia a giocare a pallavolo nel 2004 nel Grassobbio, militante in Serie D, nel ruolo di palleggiatore e già nell'annata successiva passa alle giovanili dell'Olimpia Bergamo, con cui nell'annata 2006-07 esordisce in prima squadra, in Serie A2; nella stagione 2007-08 milita nelle giovanili del Treviso, aggiudicandosi la Junior League 2008 tornando a disputare il campionato cadetto a partire dall'annata 2008-09, quando viene ingaggiato dal Bassano, rimanendovi per un biennio.
Rientrato al Treviso, proprietaria del suo cartellino, senza tuttavia essere tesserato per la formazione veneta, rientra in campo in occasione della quinta giornata della stagione 2010-11 con la maglia del Cavriago, sempre in Serie A2, mentre in quella successiva fa il proprio esordio in Serie A1 sposando il progetto della Callipo; già nel novembre del 2011, tuttavia, chiede la rescissione del contratto con i calabresi e il mese successivo viene tesserato dalla Libertas Brianza, formazione del campionato cadetto con cui disputa la seconda parte dell'annata; nel periodo a Cantù viene impiegato per la prima volta come schiacciatore.
Al termine di un periodo di stop forzato nel secondo semestre del 2012 dovuto alle cure, nel gennaio dell'anno seguente torna in campo in Serie B1 difendendo i colori del Cisano per la parte finale del campionato 2012-13, impiegato stabilmente nel nuovo ruolo; nell'annata 2013-14 è di scena invece nel Milano, in serie cadetta: con il club lombardo ottiene la promozione in Serie A1, categoria dove milita nella stagione successiva con la stessa squadra.
Ritorna in Serie A2 nell'annata 2015-16 ingaggiato dalla Materdomini di Castellana Grotte: al termine del campionato conclude la stagione con la squadra spagnola del Teruel, in Superliga. Nella stagione 2016-17 veste la maglia della neopromossa in serie cadetta Lupi Santa Croce, mentre in quella successiva si accasa alla Normanna Aversa, in Serie B, categoria dove rimane anche nell'annata 2018-19 quando viene ingaggiato dai bergamaschi dello Scanzorosciate.
Dopo due campionati in giallorosso, nella stagione 2020-21 fa ritorno al Grassobbio, sempre in Serie B, dove resta per un biennio prima di ritirarsi dall'attività agonistica.